# Miika Hietanen
Miika Hietanen (* 27. Januar 1968 in Helsinki) ist ein ehemaliger finnischer Radrennfahrer, der Rennen auf Bahn und Straße bestritt.

## Sportliche Laufbahn
Miika Hietanen war von Ende der 1980er bis in die 2000er Jahre als Radsportler aktiv. Er begann seine Laufbahn im Verein Turun Urheiluliitto. 1988 wurde er erstmals finnischer Meister, in der Mannschaftsverfolgung auf der Bahn, gemeinsam mit Vesa Mattila, Jari Juhani Lähde und Jyrki Tehävuo, und zudem nationaler Meister im Punktefahren. Im Jahr darauf errang er gemeinsam mit Lähde und Tehävuo den Titel in der Mannschaftsverfolgung erneut.
Anschließend wechselte Hietanen auf die Straße. Insgesamt wurde er zweimal – 1997 und 1998 – finnischer Meister im Straßenrennen sowie viermal – 1994, 1997, 1998 und 1999 – finnischer Zeitfahrmeister. Auch auf internationaler Ebene hatte er Erfolge: 1992 und 1993 entschied er jeweils eine Etappe des Circuit Franco-Belge für sich, 1993 gewann er die Gesamtwertung des Circuit de Saône-et-Loire und 1995 den Circuito de Getxo. 2003 fuhr er seine letzten Rennen. 